# 岡山県総合グラウンド

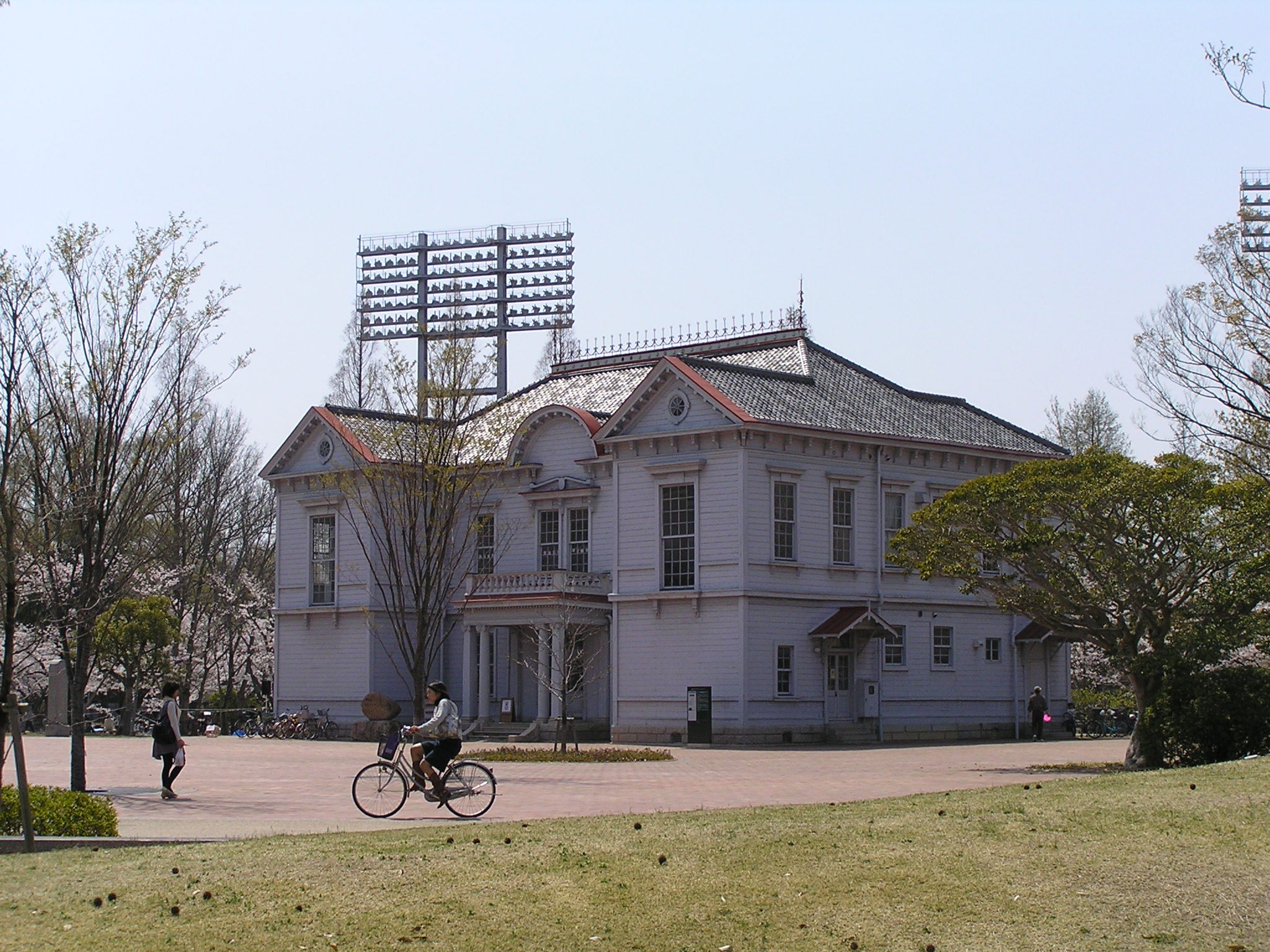
クラブハウス

岡山県総合グラウンド（おかやまけんそうごうグラウンド、Okayama Prefectural Multipurpose Grounds）は岡山県岡山市北区にある総合運動公園である。

## 概要
当運動公園は1962年（昭和37年）の岡山国体の主会場として旧日本陸軍練兵場跡に整備され「岡山県営津島運動公園」として開園、広さ35haの敷地には陸上競技場、野球場や体育館などの各種運動施設がある。
2005年（平成17年）の晴れの国おかやま国体開催を機に体育館の建て替えや陸上競技場の改修、50ｍプールの撤去等、全面的に再整備が行われ、バリアフリーに配慮された構造となっている。
- 事務所：岡山県岡山市北区いずみ町2-1 陸上競技場2F

## 施設
公園内の各施設は一般に開放されており、申し込みにより、有料で誰でも利用することができる。
- 岡山県総合グラウンド陸上競技場（JFE晴れの国スタジアム）
  - 遺跡&スポーツミュージアム（陸上競技場1F）
- 補助陸上競技場
- 岡山県総合グラウンド体育館（シゲトーアリーナ岡山[1]）
- 岡山県野球場
- 岡山武道館
- プール（25m、幼児用各1面）（50mの競泳用プールとスタンドは2005年の国体に合わせ撤去、倉敷市の児島マリンプールが会場となった）
- テニスコート（北コート4面、南コート10面）
- 弓道場
- 総合グラウンドクラブ － 研修や会議に使用。建物は1910年（明治43年）建築の旧日本陸軍の偕行社を移築。1989年（平成元年）に保存利用計画が実施され、「キューティパイ倶楽部」として生まれ変わる。2003年（平成15年）に体育館建設のため現在の位置に再移築されている[2]。

## その他
- 津島遺跡 （津島やよい広場）
当公園およびその周辺には、縄文時代後期から中・近世に至る複合遺跡の津島遺跡が所在し、国の史跡に指定されている。特に2008年（平成20年）度には、史跡整備が行われ、弥生時代の竪穴建物や高床建物などの建物、水田や湿地が再現され、出土品は陸上競技場内の「遺跡&スポーツミュージアム」に展示されている。
- 人見絹枝銅像
- 有森裕子銅像
- 金光弥一兵衛銅像

## 交通アクセス
- JR岡山駅から路線バス利用
  - 東口バスターミナル7番乗り場から、岡電バス・中鉄バス 「津高台・半田山ハイツ」行き、「国立病院」行き、「免許センター」行きで、「スポーツセンター前」（岡山県野球場、ジップアリーナ、テニスコート、シティライトスタジアム）、「学南町」「岡山大学筋」（シティライトスタジアム）、「武道館口」（岡山武道館）下車。
  - 西口交通広場から 岡電バス 「岡山大学・岡山理科大学」行き、「スポーツセンター前」、「学南町」下車。
- JR岡山駅西口から岡山大学方面へ徒歩約15分。

駐車場は陸上競技場東口付近に約94台、野球場西門付近に約140台、武道館西門付近に約132台分整備されている。ただし、駐車スペースは不足しており、公園側は公共交通機関の利用を呼び掛けている。